# Samuel Pothuis
Samuel Pothuis, hij noemde zichzelf Samuel Jozef Pothuis, (Amsterdam, 30 september 1873 – aldaar, 9 mei 1937) was een Nederlands vakbondsbestuurder.
Pothuis werd geboren binnen het gezin van Joseph Elias Pothuis en Esther Brandon. Hij is een jongere broer van kunstenares Charlotte Pothuis. Hij huwde met Carry Smit, die de eerste vrouw in de Eerste Kamer werd. Hun dochter Annie Pothuis werd violiste/componiste; dochter Caroline trouwde met politicus Gerard Nederhorst. Bij zijn overlijden woonde het echtpaar in Nieuwer-Amstel. Hij werd echter vanuit een Amsterdams ziekenhuis gecremeerd op Westerveld.
Pothuis was in eerste instantie diamantbewerker. In die hoedanigheid stichtte hij in 1894 de Briljantsnijdersvereniging en zat in datzelfde jaar in een stakingscomité. Hij was lid en later secretaris van de Algemene Nederlandse Diamantbewerkersbond van Henri Polak en Jan van Zutphen. Hij was dertig jaar lang secretaris bij de Amsterdamse Bestuurders Bond (1901-1931); hij was er ook voor korte tijd voorzitter. Hij was van 1907 tot 1935 gemeenteraadslid van Amsterdam. Hij zat vanaf 1907 tot aan zijn dood in de Provinciale Staten van Noord-Holland. Voorts was hij enige tijd lid van het bestuur van de armenraad. Hij was jarenlang lid van de Sociaal-Democratische Arbeiderspartij en de voorloper daarvan.
Van de hand van Samuel en Carry Pothuis verscheen Zoo kan het huwelijk worden in 1932 bij De Arbeiderspers; het gold destijds als tegenhanger van Wordend huwelijk van Mathilde en Floor Wibaut. Echtpaar Pothuis vond dat boek te veel geschreven vanuit de bourgeoisie. Van eigen hand verschenen publicaties, zoals De nieuwe gemeentehuishouding en de vrouw (1919). Hij schreef voorts voor diverse bladen zoals De Socialistische Gids.  